# Phthonoloba auratisquama
Phthonoloba auratisquama là một loài bướm đêm trong họ Geometridae.